# Панамски залив
Панамският залив (на испански: Golfo de Panamá) е залив в източната част на Тихия океан, край южните брегове на Панама. Вдава се в сушата на 140 km, ширината на входа му е 180 km, а във вътрешността – около 250 km. Максимална дълбочина – до 100 m. На запад се затваря от полуостров Асуеро. Бреговете му са предимно ниски, на изток и запад заблатени и силно разчленени от вторични по-малки заливи – Парита (на запад), Сан Мигел (на изток) и др. В източната му част са разположени Бисерните острови, наброяващи над 200 ниски островчета. От изток в залива Сан Мигел се влива река Чукунаке. Приливите са полуденонщни, с височина до 6,4 m. На северния му бряг е разположена столицата на Панама – град Панама, откъдето започва южният вход на построения през 1914 г. Панамски канал, свързващ Атлантическия с Тихия океан. Панамският залив е открит на 29 септември 1513 г. от испанския конкистадор Васко Нунес де Балбоа. През 1515 и 1516 г. други двама испански конкистадори, Гаспар Моралес и Гонсало де Бадахос, откриват и описват всичките му брегове.